# IC 4106
IC 4106 ist eine linsenförmige Galaxie vom Hubble-Typ SB0/a im Sternbild Coma Berenices am Nordsternhimmel. Sie ist schätzungsweise 335 Millionen Lichtjahre von der Milchstraße entfernt und hat einen Durchmesser von etwa 90.000 Lichtjahren. Die Galaxie gilt als Mitglied des Coma-Galaxienhaufens Abell 1656.

In derselben Himmelsregion befinden sich u. a. die Galaxien NGC 4929, NGC 4931, NGC 4934, IC 4111. 
Das Objekt wurde am 29. April 1891 vom französischen Astronomen Guillaume Bigourdan entdeckt.